# 7000 Кюрі
7000 Кюрі (7000 Curie) — астероїд головного поясу, відкритий 6 листопада 1939 року.
Тіссеранів параметр щодо Юпітера — 3,420.